# Karel Gaultier
Œuvres principales
- Vérita  (2022)
- Jackson Hole (2019)
- Zalbac Brothers (2013)

Karel Gaultier, né en 1975 à Paris, est un auteur franco-suisse de romans et un financier.

## Biographie
Fils d’un avocat spécialisé dans la propriété intellectuelle pour de nombreuses maisons d’Edition et d’une mère directrice de communication pour le « Magazine Littéraire » et le journal « Profession Politique », il suit sa scolarité à Paris et étudie les Lettres à l'Université de Paris X Nanterre. 
En parallèle de ses études, il contribue à l’élaboration de la ligne éditoriale du Jean-Edern’s Club, une émission littéraire animée par l’écrivain et polémiste Jean-Edern Hallier.
Attiré par l’entreprenariat, il fonde un portail de « newsletters » et investira dans diverses compagnies actives dans les software et contenu internet.
Ses divers investissements et experiences professionnelles le pousseront à se spécialiser en suivant un MBA à l’ Université de Chicago Booth School of Business aux USA.
Il dirigera pour UBS, Mirabaud et EFG, plusieurs équipes de gestion et de M&A. 
Entré comme associé auprès de la Banque Profil de Gestion à Genève en 2016, Karel Gaultier y réalisera une fusion avec une autre banque qui deviendront ONE Swiss Bank dont il est actionnaire et a assuré jusqu'en 2024 la direction du Wealth Management.
Il a depuis été nommé CEO de Hottinger AG dont il est également partenaire.
En 2012, il a co-fondé et préside depuis, le Cercle des Investisseurs de Genève, qui réunit des entrepreneurs à succès pour soutenir des starts-up.
En 2013, il publie aux éditions Albin Michel, sous le pseudonyme Karel de la Renaudière,, son premier roman Zalbac Brothers,,,,,qui décrit l’ascension d’un jeune violoniste, rookie dans l'univers de la Banque d'Affaires à New York.
En 2019 paraît chez Slatkine&Cie son deuxième roman, Jackson Hole,,,,un thriller financier dans lequel la mafia  infiltre la Banque Centrale Européenne, les Chinois et les Américains s’affrontent sur la puissance de leur devise et les cryptomonnaies s’imposent comme monnaies de référence.
En 2022, paraît chez Slatkine&Cie son dernier roman, Vérita, un thriller librement inspiré de faits réels, décrivant les manipulations du marché de l’Art et les connivences de ses acteurs.
Depuis l'automne 2023, il préside le conseil d'administration de la Revue Kometa née du choc de l'invasion de l'Ukraine par la Russie, elle rassemble reportages, enquêtes, entretiens, photos et cartes pour explorer le nouvel ordre géopolitique en se tournant vers l'Est.

## Publications

### Romans
- 2013 : Zalbac Brothers, éditions Albin Michel •  (ISBN 978-2-22624-841-1).
- 2019 : Jackson Hole, éditions Slatkine & Cie •  (ISBN 978-2-88944-118-1).
- 2022 : Vérita, éditions Slatkine & Cie •  (ISBN 978-2-83211-125-3).

### Contes
- 2023 : Les Contes de Monte-Crypto[17], éditions Heidi News